# Ervika
Ervika est une localité du comté de Troms, en Norvège.

## Géographie
Administrativement, Ervika fait partie de la kommune de Harstad.